# Działo pancerne

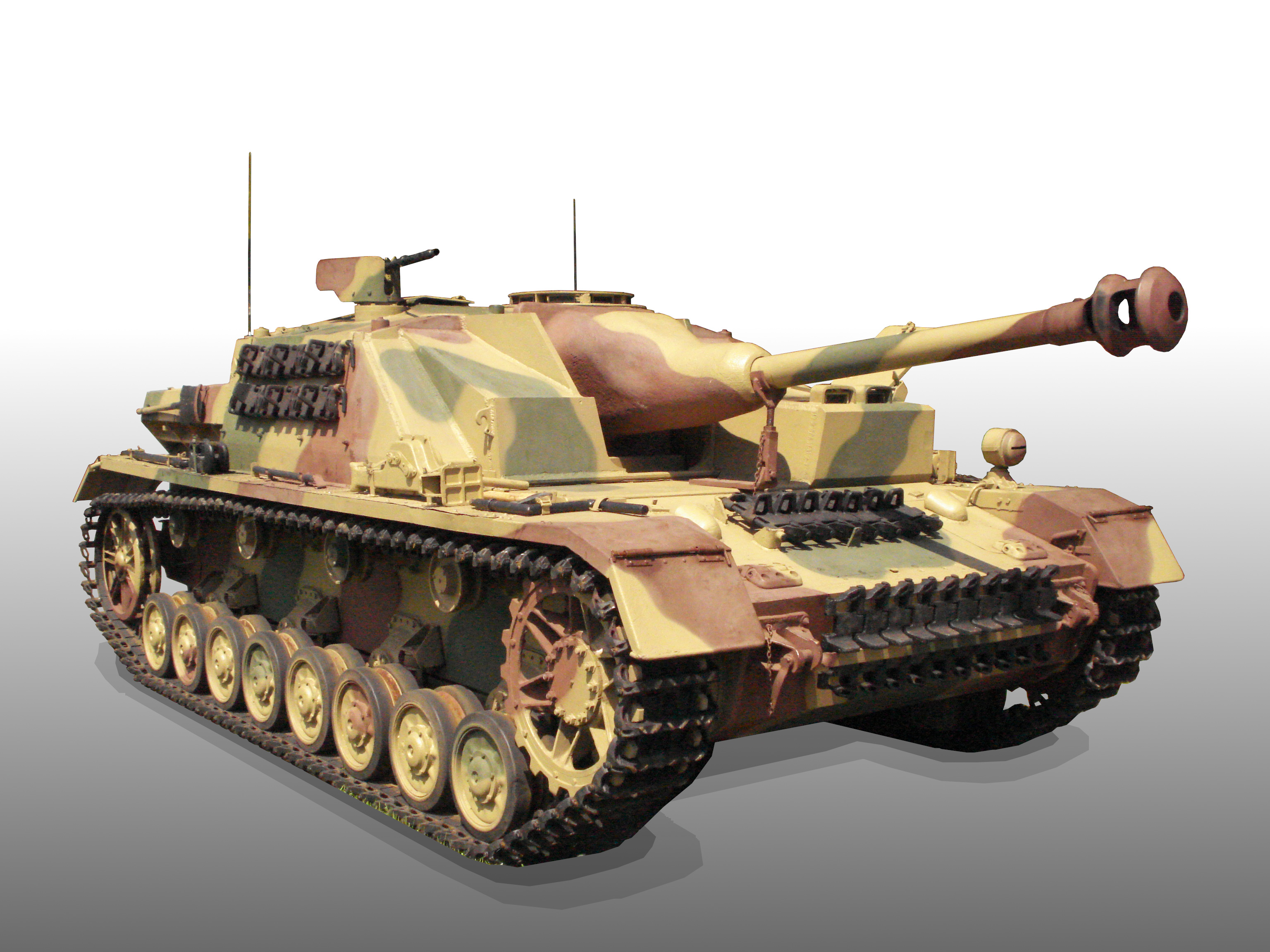
Szturmowe działo pancerne Sturmgeschütz IV

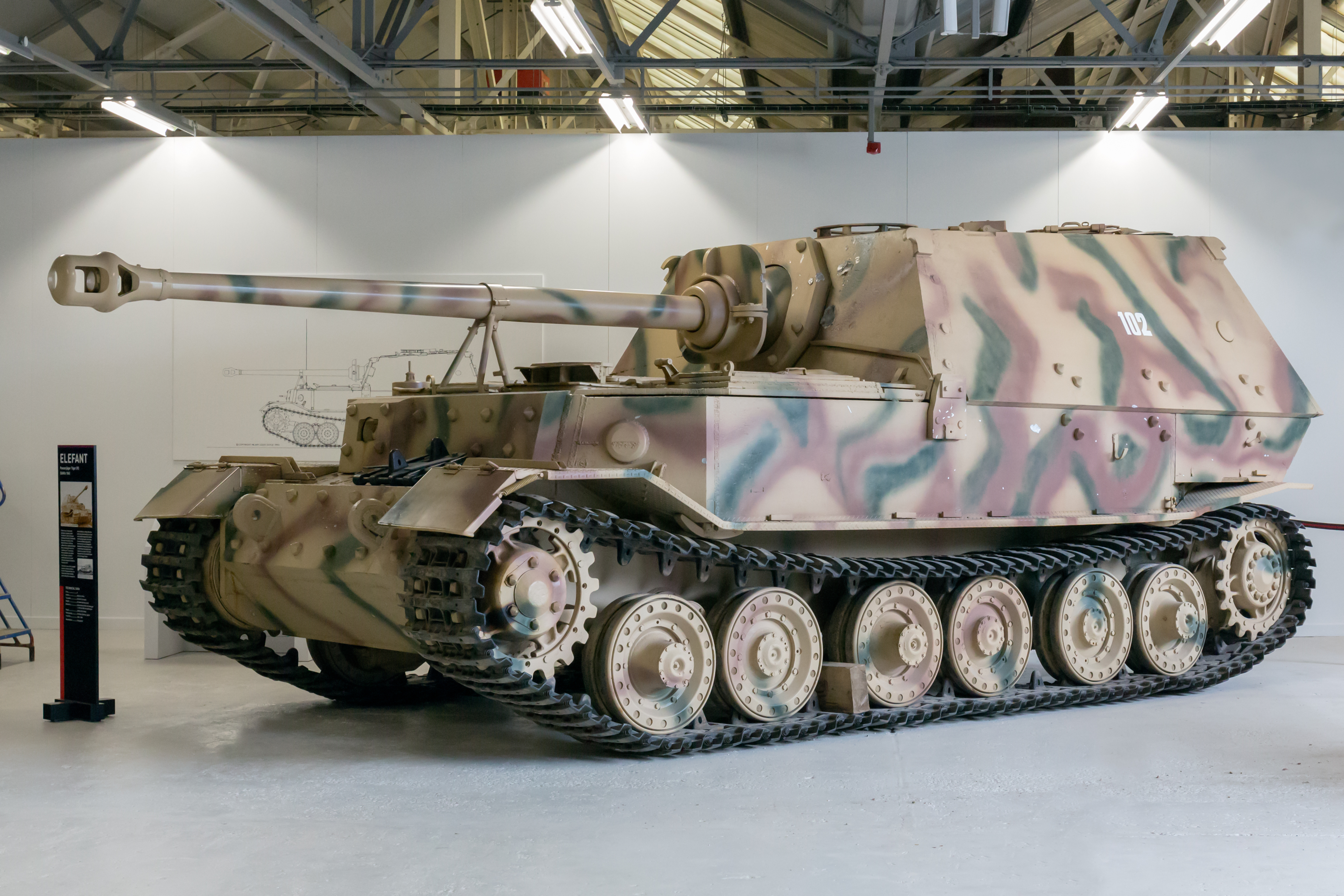
Działo pancerne Elefant, wykorzystywane jako niszczyciel czołgów

Działo pancerne – rodzaj działa samobieżnego o silnie opancerzonym podwoziu gąsienicowym (zazwyczaj analogicznym jak w czołgu). Jego zadaniem było wspieranie ogniem artyleryjskim piechoty i czołgów, popularnie wykorzystywano je również w roli niszczycieli czołgów.

## Charakterystyka
Działo pancerne w porównaniu z czołgiem posiada znacznie uproszczoną konstrukcję. Dzięki niezastosowaniu obrotowej wieży, możliwe jest montowanie na podwoziu znacznie większych i skuteczniejszych dział w porównaniu z armatami czołgowymi. Ponadto takie rozwiązanie dzięki oszczędności na ciężarze umożliwia zastosowanie grubszego pancerza oraz mocniejsze pochylenie jego płyt co zwiększa walory ochronne. Zlikwidowanie wieży czyni też pojazd niższym, a zatem trudniejszym do trafienia i łatwiejszym do ukrycia. Brak wieży pociąga jednak za sobą poważną wadę jaką jest mały kąt ostrzału, przez co w przypadku gdy cel znajdzie się poza frontem działa pancernego konieczne jest obracanie całego pojazdu.

## Historia
Historia dział pancernych jest stosunkowo krótka. Pierwsze z nich pojawiły się na wyposażeniu wojskowym w 1939 roku (niemiecki Sturmgeschütz III), a w trakcie II wojny światowej były już produkowane masowo (głównie przez III Rzeszę i ZSRR). W okresie powojennym konstrukcje tego typu szybko traciły na popularności, a ich produkcję kontynuowano w małych seriach głównie w ZSRR. Współcześnie klasyczne działa pancerne nie są już stosowane, a ich rola została przejęte przez bardziej uniwersalne wozy bojowe.

## Przykłady
Najbardziej znane działa pancerne:
- niemieckie
  - Sturmgeschütz III/IV
  - Hetzer
  - Elefant (Ferdinand)
  - Jagdpanzer
  - Jagdpanther
  - Jagdtiger
  - Sturmtiger
- radzieckie
  - SU-85
  - SU-100
  - SU-122
  - SU-152
  - ISU-122
  - ISU-152